# Sorrisi e canzoni (film)
Sorrisi e canzoni è un film del 1958 diretto da Luigi Capuano.
Film musicale sceneggiato dallo stesso Capuano con Alfredo Giannetti, è interpretato, fra gli altri, da Gabriele Tinti, Carlo Taranto, Elena Sedlak e Paolo Gozlino. È considerato antesignano dei musicarelli dei successivi anni sessanta.

## Trama
Maria, una guantaia, si fidanza con Renato, che si fa credere figlio di un industriale nascondendo le sue origini umili. Deve però svolgere il servizio militare e, una volta in caserma, ottiene un congedo e sparisce dalla circolazione. Maria si mette alla sua ricerca e, ospitata da un cugino direttore di un complesso jazz, si fa credere una cantante e, tramite lui, entra in una pensione per artisti diretta da un'ex soubrette, Mimì Florette, e frequentata dai personaggi più stravaganti.
Maria prende il posto di Carluccio, un cantante squattrinato in arretrato con il pagamento dei conti, il quale dopo avere girovagato viene accolto da Spartaco, un capo muratore, che gli trova posto come manovale e ospitandolo in casa sua. Lì s'innamora della figlia Luisa, e fa amicizia proprio con Renato, non conoscendo la sua storia. Nel frattempo Gennarino, un impresario che aveva scritturato Maria credendola una cantante, per rivalersi dei mancati guadagni s'inventa la storia che la ragazza è stata sedotta e abbandonata da un uomo senza scrupoli, in attesa di un figlio.
Quando Carluccio viene a conoscenza della storia, e comprende che il seduttore sarebbe il suo amico Renato, si innescano una serie di equivoci e malintesi, richieste di chiarimenti e rinfacci di colpe. Renato, che è innocente, crede che Maria sia stata sedotta da altri. Gennarino, pentitosi di aver messo in circolazione una grossa e pericolosa bugia, è aiutato da un suo cantante appena scritturato a risolvere ogni cosa. Riconciliati, si celebra un doppio matrimonio: Renato con Maria e Carluccio con Luisa.

## Distribuzione
Il film ottenne il visto di censura n. 27.513 dell'8 agosto 1958 per una lunghezza di 2.996 metri.

## Colonna sonora
Nella colonna sonora è presente la canzone "Guardando te", cantata da Jula de Palma.